# Aloe splendens
Aloe splendens é uma espécie de liliopsida do gênero Aloe, pertencente à família Asphodelaceae.